# セメント質骨形成線維腫

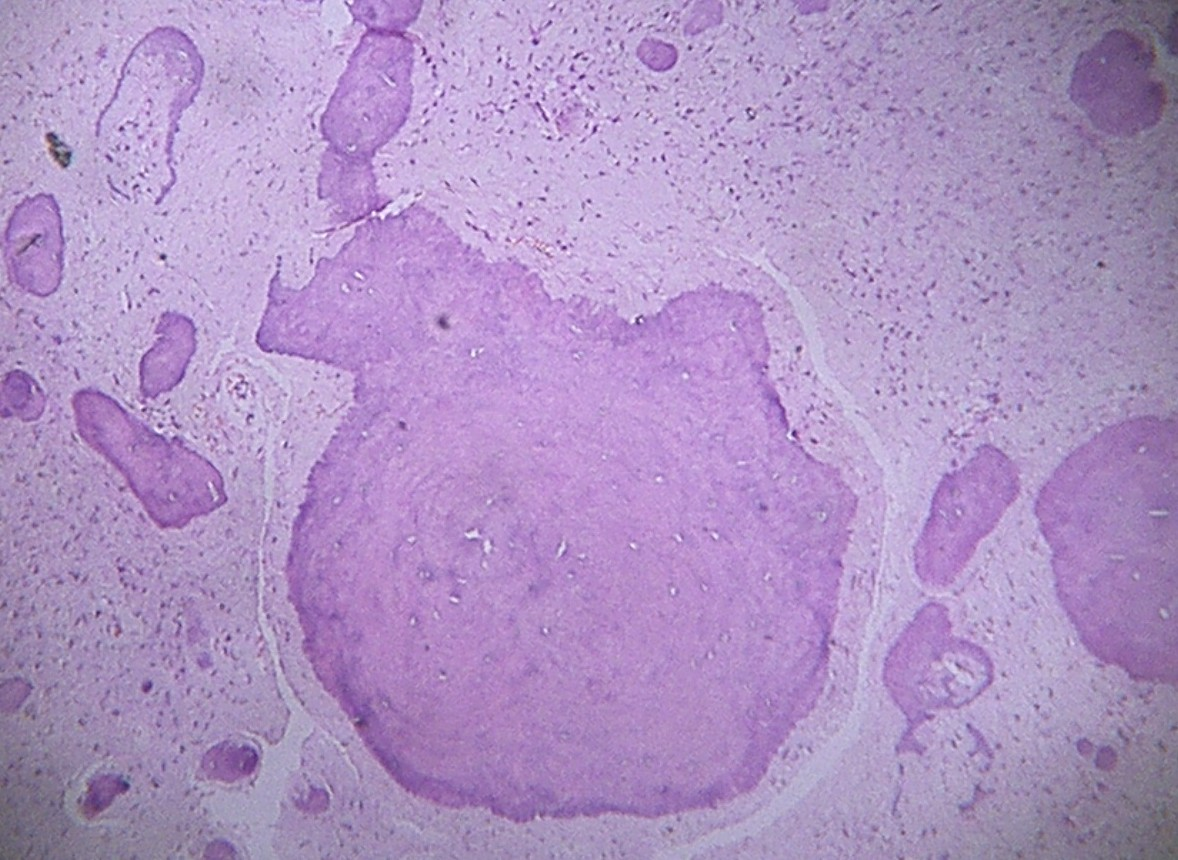
組織像

セメント質骨形成線維腫（セメントしつこつけいせいせんいしゅ、Cemento-ossifying fibroma）とは、下顎臼歯部に好発する腫瘍である。
古くは骨形成線維腫が骨原性の腫瘍、セメント質形成線維腫が歯原性腫瘍と二つに分類されていた。しかし、この二つの分類が非常に困難なために、WHO分類（1992年）において、セメント質骨形成線維腫として一つにまとめられた。この際に骨原性腫瘍と分類されたが、歯原性腫瘍と主張するものも少なくない。
成人、特に中年女性の下顎臼歯部に好発である。ゆっくりと進行する顎骨の膨隆がみられる。エックス線像としては、境界明瞭な透過性病変である。